# Karko (Volk)
Die Karko (auch Garko) leben in den Nubabergen in Sudan und gehören zu denjenigen schwarzafrikanischen Völkern, welche unter der Bezeichnung „Nuba“ zusammengefasst werden. Die Bevölkerungszahl der Karko lag 1984 bei 12.986, von denen die meisten Muslime und viele arabisiert sind.
Ihre Sprache wird ebenfalls Karko genannt und gehört zu den nilo-saharanischen Sprachen.
Mende Nazer gehört nach Eigenangaben zu den Karko-Nuba.